# فراگیری زبان دوم
فراگیری زبان دوم (به انگلیسی: Second-language acquisition)، یادگیری زبان دوم یا یادگیری ال۲ به فرایندی گفته می‌شود که در آن افراد زبان دومی را یادمی‌گیرند. فراگیری زبان دوم (که در انگلیسی معمولاً به صورت مخفف SLA به کار برده می‌شود) همچنین به رشته‌ای علمی اشاره دارد که به مطالعهٔ این فرایند اختصاص دارد. فراگیری زبان دوم به یادگرفتن هر زبانی علاوه بر زبان مادری اشاره دارد. اگرچه این مفهوم فراگیری زبان دوم نامگذاری شده‌است ولی می‌تواند شامل یادگیری زبان سوم، چهارم یا بیش از آن باشد. فراگیری زبان دوم اشاره به آنچه دارد که زبان‌آموز انجام می‌دهد نه روش‌هایی که در آموزش زبان به کار گرفته می‌شود، هر چند آموزش زبان می‌تواند فرایند یادگیری را تحت تأثیر قرار دهد.

## خلاصه
رشتهٔ آکادمیک فراگیری زبان دوم زیرشاخهٔ زبان‌شناسی کاربردی است. این رشته، رشته‌ای نسبتاً جدید و وابسته به رشته‌های زیاد دیگری‌ست. علاوه بر شاخه‌های مختلف زبان‌شناسی، فراگیری زبان دوم ارتباط تنگاتنگی با علوم روان‌شناسی، روان‌شناسی شناختی و آموزش دارد. به منظور متمایز کردن رشتهٔ آکادمیک از خود فرایند یادگیری، از اصطلاحاتی نظیر پژوهش‌های فراگیری زبان دوم، مطالعات زبان دوم و مطالعات فراگیری زبان دوم نیز برای این رشته استفاده می‌شود.
پژوهش‌های فراگیری زبان دوم به عنوان حوزه‌ای میان‌رشته‌ای کار خود را آغاز کرده‌است و از این رو مشخص کردن تاریخ دقیقی برای آغاز آن امری دشوار است. با این حال دو مقاله به‌طور خاص نقش مهمی را در گسترش مطالعات مدرن فراگیری زبان دوم ایفا کرده‌اند: مقالهٔ پیت کُردر در سال ۱۹۶۷ تحت عنوان اهمیت خطاهای زبان آموز و مقالهٔ لری سلینکر در سال ۱۹۷۲ با عنوان زبان بینابینی(interlanguage). این حوزه در دهه‌های پس از انتشار این مقالات پیشرفت چشمگیری داشته‌است.
از دهه هشتاد میلادی به این سو، فراگیری زبان دوم از جنبه‌های مختلف نظری و رشته‌ای مورد مطالعه قرار گرفته‌است. مهم‌ترین رویکردهای مورد استفاده در این حوزه در حال حاضر شامل این موارد می‌شود: زبان‌شناسی کارکردگرای نظام‌مند، نظریهٔ اجتماعی‌فرهنگی، زبان‌شناسی شناختی، دستور جهانی نوام چامسکی، نظریهٔ فراگیری مهارت و پیوندگرایی.
اصطلاح فراگیری ابتدا به منظور تأکید بر طبیعت غیر آگاهانهٔ فرایند یادگیری مورد استفاده قرار گرفت، اما در سال‌های اخیر کلمات فراگیری و یادگیری به‌طور عمده تبدیل به کلمات مترادفی شده‌اند.
تا کنون بحث‌های زیادی بر سر چگونگی یادگیری زبان وجود داشته و بسیاری از مسائل کماکان حل نشده باقی مانده. تا کنون نظریات مختلفی برای فراگیری زبان دوم ارائه شده ولی هیچ‌کدام به صورت تمام و کمال مورد تأیید تمام پژوهشگران این عرصه قرار نگرفته‌است. با توجه به طبیعت میان‌رشته‌ای این حوزه چنین اتفاقی در آیندهٔ نزدیک دور از انتظار است.

## مراحل
فراگیری زبان دوم را می‌توان به پنج مرحله تقسیم کرد: پیش‌تولید، تولید ابتدایی، ظهور گفتار، سلاست متوسط و سلاست پیشرفته. اولین مرحله یعنی پیش‌تولید با عنوان دورهٔ خاموش نیز شناخته می‌شود. زبان‌آموزان در این مرحله نهایتاً معنی ۵۰۰ کلمه را می‌توانند بفهمند، اما با زبان دوم هیچ گونه صحبتی نمی‌کنند. البته همهٔ زبان‌آموزان وارد این مرحله نمی‌شوند. برخی از آن‌ها از همان ابتدا شروع به صحبت کردن می‌کنند اگر چه خروجی‌شان تنها تقلیدی‌ست و شامل استفادهٔ خلاقانه از زبان نمی‌شود. برخی دیگر نیز ممکن است به عنوان بخشی از دوره آموزش زبانی که در آن شرکت کرده‌اند از همان ابتدا ملزم به صحبت کردن در زبان دوم باشند. برای آن دسته از زبان‌آموزانی که وارد دورهٔ خاموش می‌شوند این دوره بین سه تا شش ماه به طول می‌انجامد.
مرحلهٔ دوم فراگیری زبان تولید ابتدایی نام دارد. در این مرحله زبان‌آموزان توانایی تولید عبارات کوتاه یک یا دو کلمه‌ای را دارند. آن‌ها همچنین توانایی به خاطر سپردن گروه به هم‌پیوسته‌ای از کلمات را دارند هر چند ممکن است در استفاده کردن از آن‌ها دچار اشتباه شوند. در این مرحله زبان‌آموزان معمولاً توانایی استفاده و درک حدود ۱۰۰۰ لغت را دارا هستند. این مرحله معمولاً شش ماه طول می‌کشد.
مرحلهٔ سوم، ظهور گفتار نامیده می‌شود. در این مرحله تعداد لغت‌های زبان‌آموزان تا ۳۰۰۰ کلمه افزایش می‌یابد و قادر خواهند بود با استفاده از عبارات و سئوالات کوتاه به برقراری ارتباط با دیگران بپردازند. این مرحله با اشتباهات دستوری زبان‌آموزان همراه است. مرحله پس از ظهور گفتار، سلاست متوسط نام دارد. در این مرحله زبان‌آموزان نزدیک به ۶۰۰۰ لغت را می‌دانند و می‌توانند جملات با ساختارهای پیچیده‌تر را به کار برند. در این مرحله آن‌ها همچنین می‌توانند افکار و نظراتشان را با دیگران در میان بگذارند. رسیدن به مرحلهٔ پایانی یعنی سلاست پیشرفته جایی بین پنج تا ده سال یادگیری زبان حاصل می‌شود. زبان‌آموزان در این مرحله می‌توانند زبان را در سطحی نزدیک به کسانی که زبان مادریشان، زبان تحت فراگیری‌ست به کار گیرند.
زمان رسیدن به یک سطح بالای سلاست و فصاحت بسته به زبان مبدأ می‌تواند متفاوت باشد. بر اساس تحقیقی که توسط مؤسسهٔ سرویس‌های خارجی وزارات امور خارجه آمریکا بر روی ۶۳ زبان انجام شده، سخت‌ترین زبان‌ها برای رسیدن به مرحله سلاست پیشرفته در خواندن و صحبت کردن عربی، کانتونی، ماندارین، ژاپنی و کره‌ای هستند. برای رسیدن به این مرحله، کارمندان این مؤسسه با زبان مادری انگلیسی که عمدتاً قادر به صحبت به زبان‌های خارجی دیگر نیز بودند نیازمند گذراندن ۸۸ هفته معادل ۲۲۰۰ ساعت کلاس (بیش از سه‌ونیم ساعت در هر روز) بودند. بر اساس گزارش این مؤسسه ژاپنی سخت‌ترین زبان این گروه است.

## مقایسه با فراگیری زبان اول
بزرگسالانی که زبان دومشان را فرامی‌گیرند حداقل از سه جهت با کودکانی که زبان اول یادمی‌گیرند متفاوتند: مغز کودکان هنوز در حال رشد است، بزرگسالان ذهنی آگاه دارند و همچنین بزرگسالان حداقل یک زبان اول دارند که تفکر و سخنگویی‌شان را کنترل می‌کند. اگرچه تعدادی از بزرگسالان به مرحلهٔ بسیار پیشرفته سلاست می‌رسند ولی تلفظ‌هایشان حالتی خارجی دارد. زمانی‌که گفتار یک زبان‌آموز درجا می‌زند به آن فسیل‌شدگی می‌گویند.
برخی از خطاهایی که زبان‌آموزان مرتکب می‌شوند ریشه در زبان اولشان دارد. به عنوان نمونه زبان‌آموزان اسپانیایی‌زبان هنگام یادگیری انگلیسی ممکن است به جای عبارت "It is raining" عبارت "Is raining" را به کار ببرند و نهاد جمله را حذف کنند. در حالی‌که فرانسوی زبانانی که انگلیسی یادمی‌گیرند معمولاً چنین اشتباهی را مرتکب نمی‌شوند زیرا نهادهای غیرشخصی و ضمیری جمله در زبان اسپانیایی بر خلاف فرانسوی قابل حذف است. این‌گونه تأثیر زبان اول بر روی زبان دوم انتقال زبانی منفی نامیده می‌شود.
به علاوه یادگیری زبان دوم بر روی صحبت کردن زبان مادری تأثیرات نامحسوسی می‌گذارد. این تأثیرات ممکن است در هر جنبهٔ زبان از تلفظ و دستور گرفته تا حرکات بدن هنگام صحبت رخ دهد. به عنوان نمونه فرانسوی‌زبانهایی که قادر به استفاده از زبان انگلیسی هستند نحوهٔ تلفظ صدای /t/ آن‌ها در فرانسه با فرانسوی‌زبانان تک‌زبانه متفاوت است. این‌گونه از تغییرات حتی در زبان‌آموزان مراحل اولیهٔ فراگیری زبان دوم دیده می‌شود، به عنوان نمونه انگلیسی‌زبانان همخوانهای /p t k/ و همچنین واکه‌های انگلیسی را متفاوت از انگلیسی‌زبانانی که به تازگی یادگرفتن کره‌ای را آغاز کرده‌اند تلفظ می‌کنند. این تأثیرات زبان دوم بر روی زبان اول ویوین کوک را به سمت دادن نظریهٔ چندتوانشی رهنمون ساخت که در آن زبان‌های مختلفی که یک شخص صحبت می‌کند به عنوان سیستم‌های جدا از هم دیده نمی‌شوند بلکه همگی سیستم‌هایی به هم مرتبط در ذهن هستند.

## زبانِ زبان‌آموز
زبانِ زبان‌آموز به گفتار یا نوشتار تولید شده توسط زبان‌آموز گفته می‌شود. این نوع زبان، بخش اصلی داده‌های مورد استفاده در پژوهش‌های یادگیری زبان دوم را فراهم می‌آورد. بخش عمدهٔ پژوهش‌ها در فراگیری زبان دوم به نمودهای داخلی یک زبان در ذهن زبان‌آموز و چگونگی تغییرات این نمودها در طول زمان مربوط می‌شود. از آن‌جایی‌که بررسی مستقیم این نمودها از طریق اسکن مغز یا تکنیک‌های مشابه هنوز امکان‌پذیر نیست، پژوهش‌گران این حوزه مجبورند که این قاعده‌ها را از روی گفتار و نوشتار زبان‌آموزان استنتاج کنند.

### زبان بینابینی
در ابتدا تلاش‌ها برای توصیف زبانِ زبان‌آموز مبتنی بر مقایسه زبان‌های مختلف و تجزیه و تحلیل خطاهای زبان‌آموزان بود. با این‌حال این رویکردها قادر به پیش‌بینی برخی خطاهایی که زبان‌آموزان طی فرایند یادگیری زبان مرتکب می‌شوند نبودند. به عنوان نمونه زبان آموزان سرب-کروات زبان ممکن است هنگام یادگیری زبان انگلیسی جمله "What does Pat doing now?" را تولید کنند که نه در زبان مادری‌شان، نه در زبان در حال یادگیری ساختار قابل قبولی نیست.
به منظور توضیح این خطاهای نظام‌مند، مفهوم زبانِ بینابینی گسترش پیدا کرد. زبانِ بینابینی، نظام زبانی در حال رشدی‌ست که در ذهن یک زبان‌آموز زبان دوم قرار دارد. زبان بینابینی نه یک نسخهٔ ناقص همراه با خطاهای اتفاقی از زبان در حال یادگیری‌ست، نه زبانی‌ست که به‌طور مطلق خطاهای منقل شده از زبان مادری زبان‌آموز آن را شکل داده‌است. بلکه زبانی‌ست که قواعد و قانون‌های نظام‌مند مختص به خودش را دارد. اکثر جنبه‌های زبان از جمله دستور زبان، واج‌شناسی، واژگان و کاربردشناسی را می‌توان از منظر زبان بینابینی مشاهده کرد.
سه فرایند مختلف در ایجاد زبان بینابینی تأثیرگذارند.
1. انتقال زبانی: زبان‌آموز به زبان‌مادری‌اش برای ایجاد نظام زبانی‌اش تکیه می‌کند. این انتقال ممکن است مثبت باشد و موجب بهبود یادگیری شود یا منفی باشد و عامل به وجود آمدن خطاها شود. برای حالت دوم زبان‌شناسان از اصطلاح خطای تداخلی استفاده می‌کنند.
2. تعمیم بیش از حد: زبان‌آموز تقریباً به همان‌صورتی که کودکان هنگام یادگیری زبان اول تعمیم بیش از حد انجام می‌دهند، قواعد زبان دوم را به کار می‌گیرد. به عنوان مثال ممکن است یک زبان‌آموز عبارت "I goed home" را تولید کند که تعمیم بیش از اندازه قاعده اضافه کردن ed به فعل برای ساخت فعل ماضی در زبان انگلیسی‌ست. کودکان انگلیسی و آلمانی نیز به همین صورت فرم‌های باقاعده افعال را برای افعال بی‌قاعده زبان مادری‌شان به‌کار می‌گیرند.
3. ساده‌سازی: زبان‌آموزان فرم‌های به شدت ساده شده نظیر زبان کودکان یا نیم‌زبان را به کار می‌گیرند.

مفهوم زبان بینابینی به شدت در پژوهش‌های فراگیری زبان دوم متداول شده و غالباً یکی از فرضیات پایه پژوهش‌گران این حوزه به‌شمار می‌رود.

### ترتیب‌های یادگیری
در دههٔ هفتاد میلادی تحقیقات زیادی در زمینهٔ ترتیبی که زبان‌آموزان در آن ساختارهای دستوری مختلف را فرامی‌گیرند صورت گرفت. این تحقیقات نشان دادند تفاوت‌های ناچیزی بین ترتیب یادگیری زبان‌آموزان با زبان‌های مادری متفاوت وجود دارد. به علاوه این پژوهش‌ها نشان داد این ترتیب‌های یادگیری بین کودکان و بزرگسالان یکسان هستند و حتی برای کسانی‌که برای یادگیری زبان بر سر کلاس درس حاضر شده‌اند تفاوتی ندارد. این مسئله این نظریه را که عواملی به جز انتقال زبانی در فرایند یادگیری زبان دخیل هستند پشتیبانی کرد و تأییدی قوی بر وجود زبان بینابینی بود.
با این حال این پژوهش‌ها نتوانست وجود کاملاً یکسان این ترتیبات را اثبات کند. اگر چه شباهت قابل توجهی در یادگیری دستور زبان دوم در همه زبان‌آموزان مشاهده شد، با این حال کماکان تفاوت‌های بین افراد و زبان‌آموزانی با زبان مادری متفاوت وجود داشت. از طرفی گفتن این‌که دقیقاً چه زمانی یک زمان‌آموز ساختار دستوری‌ای را یادگرفته بسیار دشوار است زیرا در شرایطی ممکن است زبان‌آموزان یک ساختار را درست استفاده کنند و در شرایطی دیگر نه. بنا بر این بهتر است در مورد ترتیب‌های یادگیری‌ای صحبت کنیم که در آن یادگیری برخی از قواعد دستوری مشخص قبل یا بعد از قواعدی دیگر اتفاق می‌افتد اما ترتیب کلی یادگیری قواعد انعطاف‌پذیری بیشتری دارد.

### تغییرپذیری
اگرچه فراگیری زبان دوم در توالی‌های گسسته پیش می‌رود ولی این پیش‌روی از یک مرحلهٔ یک توالی به مرحلهٔ بعد در یک مدل منظم صورت نمی‌گیرد. ممکن است تغییرپذیری قابل توجهی در ویژگی‌های زبان بینابینی زبان آموزان هنگام رفتن از یک مرحله به مرحلهٔ بعد اتفاق بیفتد. به عنوان مثال در مطالعه‌ای از راد الیس، زبان‌آموزی هنگام بازی بینگو هر دوی این جملات را به کار برده: "No look my card" و "Don't look my card". درصد ناچیزی از این تغییرات، تغییرات آزاد هستند که زبان‌آموز هر دو فرم را آزادانه به جای یکدیگر به کار می‌برد. با این‌حال اکثر این تغییرات، تغییراتی نظام‌مند هستند که به زمینهٔ پاره‌گفتاری که زبان‌آموز تولید می‌کند بستگی دارند. فرم‌ها می‌توانند با توجه به زمینهٔ زبان‌شناسی تغییر کنند، به عنوان نمونه آیا نهاد جمله اسم است یا ضمیر، یا می‌توانند با زمینهٔ اجتماعی تغییر کنند مثلاً استقاده از جملات رسمی برای مقامی بالادست و جملات غیررسمی برای دوستان، همچنین ممکن است با توجه به زمینهٔ روان‌شناسی زبان تغییر کنند به عبارت دیگر آیا زبان‌آموزان فرصت این را دارند که برای گفتارشان برنامه‌ریزی کنند یا خیر. علل این تغییرات موضوع مباحثات فراوانی در تحقیقات یادگیری زبان دوم است.

### واج‌شناسی
برخی از پژوهشگران نظیر ای. زی گوییرورا معتقدند دشوارترین بخش یادگیری زبان تلفظ کلمات است که منتج به یک لهجهٔ خارجی می‌شود. دیدگاهی توسط برخی افراد وجود دارد که لهجه‌ها ناشی از انتقال صداها از زبان مبدأ به زبان در حال یادگیری هستند که برای این مسئله سه احتمال وجود دارد:
1. یک یا چند واج در زبان دوم وجود دارد ولی در زبان اول نه، مثلاً زبان فارسی فاقد واجهایی معادل /ð/ در "brother" و /θ/ در "bath" است؛ بنابراین زبان‌آموزان فارسی باید واج‌هایی کاملاً جدید را فرا بگیرند.
2. در زبان اول فقط یکی از واج‌های متضاد وجود دارد مثلاً ژاپنی صدای /p/ در کلمهٔ "paid" انگلیسی را داراست ولی واج متضادش یعنی /f/ در کلمهٔ "fade" را ندارد، بنابراین زبان‌آموزان ژاپنی باید یک واج متضاد را هنگام یادگیری زبان انگلیسی فرابگیرند.
3. دو یا چند واج از زبان مبدأ همگی در زبان اول وجود دارند ولی نه به عنوان واج‌هایی جداگانه بلکه به عنوان الوفون یا چندصدایی‌های یک واج. به عنوان نمونه در ژاپنی [l] و [r] الوفون‌های یک واج هستند بنابراین زبان‌آموزان ژاپنی هنگام یادگیری انگلیسی باید تمایز دادن این واج‌ها را از یکدیگر فرا بگیرند.

فراگیری صداهای کاملاً جدید مشکل چندانی را برای زبان‌آموزان ایجاد نمی‌کند مگر این‌که این صدای جدید کاملاً خارج از کلاس صداهای زبان مادری‌شان باشد. دشوارترین جفت‌واج‌ها برای یادگیری الوفون‌های یک واج مشابه هستند به عنوان نمونه یادگیری تمایز [l] و [r] توسط زبان‌آموزان ژاپنی.